# Alfa Bydgoszcz
Uczniowski Klub Sportowy Alfa Bydgoszcz – bydgoski klub rugby założony w 2003.

## Historia klubu
Uczniowski Klub Sportowy Alfa został zarejestrowany w lutym 2003. Było efektem dwuletniego zainteresowania grą w rugby w Zespole Szkół nr 20 w Bydgoszczy inspirowanego przez nauczyciela wychowania fizycznego Leszka Komonia.
Z początku klub startował w zawodach rugby w odmianie siedmioosobowej. W 2005 rozpoczął starty w Polskiej Lidze Rugby 7 (w pierwszych dwóch sezonach wystawiając ekipę łączoną z Unislavią Unisław). W 2007 drużyna zajęła drugie miejsce w finale tych rozgrywek, a w 2008 trzecie. W 2008 Alfa po raz pierwszy zagrała w mistrzostwach Polski w rugby 7. W 2011 zajęła w nich piąte miejsce.
W 2008 roku klub rozpoczął występy w rugby piętnastoosobowym przystępując do rozgrywek regionalnej, kujawsko-pomorskiej ligi rugby. Od sezonu 2011/2012 zespół uczestniczył w rozgrywkach centralnej II ligi rugby. W 2013 wygrał rozgrywki na tym poziomie i awansował do I ligi (na drugi poziom rozgrywek). Od 2015 znowu grał w drugiej lidze. W 2018 wygrał rozgrywki i ponownie awansował do I ligi, jednak już w kolejnym sezonie spadł poziom niżej.